# Puchar Europy Zdobywczyń Pucharów siatkarek (1990/1991)
Puchar Europy Zdobywczyń Pucharów 1990/1991 – 19. sezon turnieju rozgrywanego od 1978 roku, organizowanego przez Europejską Konfederację Piłki Siatkowej (CEV) w ramach europejskich pucharów dla żeńskich klubowych zespołów siatkarskich „starego kontynentu”.

## Drużyny uczestniczące
- Kordavo Kortrijk
- Brother Martinus Amstelveen
- Skenderbreu VS Tirana
- Eczacıbaşı Stambuł
- Wüstenrot Salzburg
- Cal-Clausen
- Paloma Branik Maribor
- RCD Espanyol
- TTU Leningrad
- Kajo Valkealan
- Pezoporicos Larnaca
- Ionikos Ateny
- Hapoel Bat Jam
- BTV Luzern
- Volley Sport Courrieres
- Harstad VBK
- ADK Ałma-Ata
- Slávia UK Bratysława
- CSKA Sofia
- Volley Modena
- Dinamo Bukareszt
- Schweriner SC
- Bayern Lohhof
- Vasas SC

## Rozgrywki

### Runda wstępna
| Data       | Drużyna 1               | Wynik | Drużyna 2                   | Sety                      |
| ---------- | ----------------------- | ----- | --------------------------- | ------------------------- |
| 03.11.1990 | Kordavo Kortrijk        | 0:3   | Brother Martinus Amstelveen | 1:15, 7:15, 6:15          |
| 10.11.1990 | Kordavo Kortrijk        | 0:3   | Brother Martinus Amstelveen | 4:15, 4:15, 9:15          |
| 03.11.1990 | Skenderbreu VS Tirana   | 1:3   | Eczacıbaşı Stambuł          | 15:5, 14:16, 14:16, 4:15  |
| 10.11.1990 | Skenderbreu VS Tirana   | 0:3   | Eczacıbaşı Stambuł          | 1:15, 8:15, 6:15          |
| 03.11.1990 | Wüstenrot Salzburg      | 3:0   | Cal-Clausen                 | 15:0, 15:1, 15:4          |
| 10.11.1990 | Wüstenrot Salzburg      | 3:0   | Cal-Clausen                 | 15:3, 15:0, 15:2          |
| 03.11.1990 | Paloma Branik Maribor   | 1:3   | RCD Espanyol                | 13:15, 15:11, 7:15, 13:15 |
| 10.11.1990 | Paloma Branik Maribor   | 0:3   | RCD Espanyol                | 8:15, 14:16, 6:15         |
| 03.11.1990 | TTU Leningrad           | 3:0   | Kajo Valkealan              | 15:9, 15:9, 15:12         |
| 10.11.1990 | TTU Leningrad           | 3:0   | Kajo Valkealan              | 15:9, 15:1, 15:12         |
| 03.11.1990 | Pezoporicos Larnaca     | 0:3   | Ionikos Ateny               | 2:15, 3:15, 4:15          |
| 10.11.1990 | Pezoporicos Larnaca     | 0:3   | Ionikos Ateny               | 1:15, 9:15, 3:15          |
| 03.11.1990 | Hapoel Bat Jam          | 0:3   | BTV Luzern                  | 7:15, 8:15, 11:15         |
| 10.11.1990 | Hapoel Bat Jam          | 0:3   | BTV Luzern                  | 3:15, 2:15, 5:15          |
| 03.11.1990 | Volley Sport Courrieres | 3:0   | Harstad VBK                 | 15:1, 15:7, 15:3          |
| 10.11.1990 | Volley Sport Courrieres | 3:0   | Harstad VBK                 | 15:5, 15:9, 15:11         |

### 1/8 finału
| Data       | Drużyna 1               | Wynik | Drużyna 2                   | Sety                             |
| ---------- | ----------------------- | ----- | --------------------------- | -------------------------------- |
| 06.12.1990 | ADK Ałma-Ata            | 3:1   | Brother Martinus Amstelveen | 15:7, 13:15, 17:15, 15:9         |
| 09.12.1990 | ADK Ałma-Ata            | 1:3   | Brother Martinus Amstelveen | 6:15, 11:15, 15:8, 16:17         |
| 01.12.1990 | Slávia UK Bratysława    | 3:0   | Eczacıbaşı Stambuł          | 15:7, 15:10, 17:15               |
| 08.12.1990 | Slávia UK Bratysława    | 0:3   | Eczacıbaşı Stambuł          | 11:15, 9:15, 9:15                |
| 01.12.1990 | CSKA Sofia              | 3:1   | Wüstenrot Salzburg          | 9:15, 15:13, 15:11, 15:12        |
| 08.12.1990 | CSKA Sofia              | 3:1   | Wüstenrot Salzburg          | 17:16, 15:10, 14:16, 15:4        |
| 01.12.1990 | RCD Espanyol            | 0:3   | Volley Modena               | 3:15, 5:15, 2:15                 |
| 08.12.1990 | RCD Espanyol            | 3:2   | Volley Modena               | 6:15, 15:6, 11:15, 15:9, 17:15   |
| 01.12.1990 | TTU Leningrad           | 3:1   | Ionikos Ateny               | 9:15, 15:11, 15:0, 15:4          |
| 08.12.1990 | TTU Leningrad           | 2:3   | Ionikos Ateny               | 15:4, 15:4, 4:15, 7:15, 13:15    |
| 01.12.1990 | Dinamo Bukareszt        | 3:0   | SC Schweriner               | 15:7, 15:6, 15:9                 |
| 08.12.1990 | Dinamo Bukareszt        | 3:1   | SC Schweriner               | 15:11, 11:15, 15:8, 15:9         |
| 01.12.1990 | Bayern Lohhof           | 3:1   | BTV Luzern                  | 15:4, 6:15, 15:4, 15:6           |
| 08.12.1990 | Bayern Lohhof           | 3:1   | BTV Luzern                  | 15:8, 15:9, 11:15, 16:14         |
| 01.12.1990 | Volley Sport Courrieres | 1:3   | Vasas SC Budapeszt          | 16:17, 15:11, 11:15, 9:15        |
| 08.12.1990 | Volley Sport Courrieres | 2:3   | Vasas SC Budapeszt          | 15:11, 5:15, 17:16, 13:15, 10:15 |

### Ćwierćfinał
| Data       | Drużyna 1       | Wynik | Drużyna 2           | Sety                     |
| ---------- | --------------- | ----- | ------------------- | ------------------------ |
| 16.01.1991 | ADK Ałma-Ata    | 3:0   | Eczasibasi Istanbul | 15:8, 15:12, 15:1        |
| 23.01.1991 | ADK Ałma-Ata    | 3:0   | Eczasibasi Istanbul | 15:7, 15:7, 15:11        |
| 15.01.1991 | CSKA Sofia      | 3:0   | Volei Modena        | 15:6, 15:5, 15:8         |
| 22.01.1991 | CSKA Sofia      | 1:3   | Volei Modena        | 12:15, 7:15, 15:9, 13:15 |
| 16.01.1991 | TTU Leningrad   | 3:0   | Dinamo Bukareszt    | 15:6, 15:10, 15:12       |
| 23.01.1991 | TTU Leningrad   | 3:0   | Dinamo Bukareszt    | 15:9, 15:8, 17:16        |
| 16.01.1991 | Vasas Budapeszt | 1:3   | Bayer Lohhof        | 15:13, 8:15, 11:15, 8:15 |
| 23.01.1991 | Vasas Budapeszt | 0:3   | Bayer Lohhof        | 7:15, 8:15, 12:15        |

### Turniej finałowy
Lohhof

#### Mecze o rozstawienie
| Data       | Drużyna 1    | Wynik | Drużyna 2     | Sety                           |
| ---------- | ------------ | ----- | ------------- | ------------------------------ |
| 15.02.1991 | ADK Ałma-Ata | 3:2   | TTU Leningrad | 14:16, 9:15, 15:7, 15:8, 15:11 |
| 15.02.1991 | CSKA Sofia   | 3:1   | Bayer Lohhof  | 12:15, 15:10, 15:9, 15:7       |

#### Półfinał
| Data       | Drużyna 1    | Wynik | Drużyna 2     | Sety                             |
| ---------- | ------------ | ----- | ------------- | -------------------------------- |
| 16.02.1991 | ADK Ałma-Ata | 3:0   | Bayer Lohhof  | 15:10, 15:13, 15:9               |
| 16.02.1991 | CSKA Sofia   | 3:2   | TTU Leningrad | 12:15, 15:13, 15:6, 16:17, 15:10 |

#### Mecz o 3. miejsce
| Data       | Drużyna 1     | Wynik | Drużyna 2    | Sety                           |
| ---------- | ------------- | ----- | ------------ | ------------------------------ |
| 17.02.1991 | TTU Leningrad | 3:2   | Bayer Lohhof | 4:15, 15:4, 15:11, 8:15, 15:10 |

#### Finał
| Data       | Drużyna 1    | Wynik | Drużyna 2  | Sety                            |
| ---------- | ------------ | ----- | ---------- | ------------------------------- |
| 17.02.1991 | ADK Ałma-Ata | 3:2   | CSKA Sofia | 8:15, 15:7, 16:14, 13:15, 15:10 |

## Klasyfikacja końcowa
| Miejsce | Drużyna       |
| ------- | ------------- |
| złoto   | ADK Ałma-Ata  |
| srebro  | CSKA Sofia    |
| brąz    | TTU Leningrad |
| 4.      | Bayer Lohhof  |